# بوید (آرکانزاس)
بوید (به انگلیسی: Boyd) یک منطقهٔ مسکونی در ایالات متحده آمریکا است که در شهرستان میلر، آرکانزاس واقع شده‌است. بوید ۱۱۴٫۰ متر بالاتر از سطح دریا واقع شده‌است.